# Bairo dos Grilos
Bairo dos Grilos (Bairro dos Grilhos, kurz Grilos) ist eine Aldeia in der osttimoresischen Landeshauptstadt Dili. Die Aldeia bildet den Nordosten des Sucos Gricenfor (Verwaltungsamt Nain Feto). In Bairo dos Grilos leben 255 Menschen (2015).

## Lage und Einrichtungen
Bairo dos Grilos war bis 2004 ein eigenständiger Suco, bis er mit den anderen heutigen Aldeias zum neuen Suco Gricenfor vereinigt wurde. Es bildet den Nordosten von Gricenfor. Westlich eines Wassergrabens, der den Suco von Süd nach Norden halbiert liegt die Aldeia Bairo Formosa. Südlich von Bairo dos Grilos befindet sich die Aldeia Bairo Central, im Osten. jenseits der Rua de Bé-Mori, der Suco Acadiru Hun und nördlich liegt, jenseits der Rua 30 de Agosto (ehemals Av. Dr. António da Câmara), der Suco Bidau Lecidere.
Die Nichtregierungsorganisation Timor Aid hat ihren Sitz in der Rua de Nu Laran, ebenso der Congresso Nacional da Reconstrução Timorense (CNRT). An der Rua 30 de Agosto  befindet sich die Fundação Oriente. In Bairo dos Grilos lebte der Dichter Francisco Borja da Costa.